# William Bradford Shockley
William Bradford Shockley (13 de febrero de 1910 - 12 de agosto de 1989) fue un físico estadounidense. En conjunto con John Bardeen y Walter Houser Brattain, obtuvo el premio Nobel de Física en 1956 «por sus investigaciones sobre semiconductores y la invención del transistor».
En 1955, Shockley abandonó los laboratorios Bell y regresó a su ciudad natal, Palo Alto, California, en las proximidades de la Universidad de Stanford, para crear su propia empresa, Shockley Semiconductors Laboratory, con el apoyo económico de Arnold Beckman, de Beckman Instruments. Contando con la influencia de su prestigio y el respaldo económico de Beckman Instruments trató de convencer a varios de sus compañeros de trabajo de Bell que se unieran a él en la nueva empresa; ninguno quiso. Por lo tanto empezó a rebuscar en las universidades a los más destacados estudiantes para formar con ellos la empresa. Pero, dado su estilo empresarial, ocho de los investigadores abandonaron la compañía en 1957 para formar la empresa Fairchild Semiconductor. Entre ellos estaban Robert Noyce y Gordon Moore que más tarde crearían Intel. Entre sus publicaciones destaca «Electrones y huecos en el semiconductor», obra publicada en 1950.

## Carrera
Shockley fue uno de los primeros reclutas de los Laboratorios Bell por parte de Mervin Kelly, que se convirtió en director de investigación de la empresa en 1936 y se centró en la contratación de físicos del estado sólido. Shockley se unió a un grupo dirigido por Clinton Davisson en Murray Hill, Nueva Jersey. Los ejecutivos de los Laboratorios Bell habían teorizado que los semiconductores podrían ofrecer alternativas de estado sólido a los tubos de vacío utilizados en todo el sistema telefónico nacional de Bell. Shockley concibió una serie de diseños basados en materiales semiconductores de óxido de cobre, y con Walter Brattain intentó sin éxito crear un prototipo en 1939.
Shockley publicó varios artículos fundamentales sobre física del estado sólido en Physical Review. En 1938, recibió su primera patente, "Electron Discharge Device", sobre multiplicador de electrones.
Cuando estalló la Segunda Guerra Mundial, las investigaciones anteriores de Shockley se interrumpieron y se dedicó a la investigación del radar en Manhattan (Nueva York). En mayo de 1942, pidió una excedencia en los Laboratorios Bell para convertirse en director de investigación en el Grupo de Operaciones de Guerra Antisubmarina de la Universidad de Columbia. Esto implicaba idear métodos para contrarrestar las tácticas de los submarinos con técnicas mejoradas de convoyes, optimizando los patrones de cargas de profundidad, etc. Shockley viajaba con frecuencia al Pentágono y a Washington para reunirse con oficiales de alto rango y funcionarios del gobierno.
En 1944, organizó un programa de entrenamiento para que los pilotos de bombarderos B-29 utilizaran los nuevos visores de bombas radar. A finales de 1944 realizó una gira de tres meses por las bases de todo el mundo para evaluar los resultados. Por este proyecto, el Secretario de Guerra Robert Patterson concedió a Shockley la Medalla al Mérito el 17 de octubre de 1946.
En julio de 1945, el Departamento de Guerra pidió a Shockley que preparara un informe sobre la cuestión de las probables bajas de una invasión del territorio continental japonés. Shockley concluyó:
Si el estudio muestra que el comportamiento de las naciones en todos los casos históricos comparables al de Japón ha sido de hecho invariablemente consistente con el comportamiento de las tropas en la batalla, entonces significa que los muertos e inutilizados japoneses en el momento de la derrota superarán el número correspondiente de los alemanes. En otras palabras, probablemente tendremos que matar al menos entre 5 y 10 millones de japoneses. Esto podría costarnos entre 1,7 y 4 millones de bajas, incluyendo entre 400.000 y 800.000 muertos.
Este informe influyó en la decisión de Estados Unidos de lanzar bombas atómicas sobre Hiroshima y Nagasaki, lo que precedió a la rendición de Japón.
Shockley fue el primer físico que propuso una distribución log-normal para modelar el proceso de creación de artículos de investigación científica.

### Desarrollo del transistor
Poco después de terminar la guerra en 1945, los Laboratorios Bell formaron un grupo de física de estado sólido, dirigido por Shockley y el químico Stanley Morgan, que incluía a John Bardeen, Walter Brattain, el físico Gerald Pearson, el químico Robert Gibney, el experto en electrónica Hilbert Moore y varios técnicos. Su cometido era buscar una alternativa de estado sólido a los frágiles amplificadores de tubo de vacío de vidrio. Sus primeros intentos se basaron en las ideas de Shockley sobre el uso de un campo eléctrico externo sobre un semiconductor para afectar a su conductividad. Estos experimentos fracasaron siempre en todo tipo de configuraciones y materiales. El grupo estaba estancado hasta que Bardeen sugirió una teoría que invocaba estados superficiales que impedían que el campo penetrara en el semiconductor. El grupo cambió su enfoque para estudiar estos estados de superficie y se reunían casi a diario para discutir el trabajo. La compenetración del grupo era excelente y las ideas se intercambiaban libremente.
En el invierno de 1946 ya tenían suficientes resultados como para que Bardeen enviara un artículo sobre los estados superficiales a Physical Review. Brattain comenzó a realizar experimentos para estudiar los estados superficiales mediante observaciones realizadas al hacer brillar una luz intensa sobre la superficie del semiconductor. Esto condujo a varios trabajos más (uno de ellos en coautoría con Shockley), que estimaron que la densidad de los estados superficiales era más que suficiente para explicar sus experimentos fallidos. El ritmo de trabajo se aceleró considerablemente cuando empezaron a rodear los contactos puntuales entre el semiconductor y los hilos conductores con electrolitos. Moore construyó un circuito que les permitía variar fácilmente la frecuencia de la señal de entrada. Finalmente, empezaron a obtener alguna evidencia de amplificación de potencia cuando Pearson, actuando sobre una sugerencia de Shockley, puso un voltaje en una gota de borato de glicol colocada a través de una unión PN.

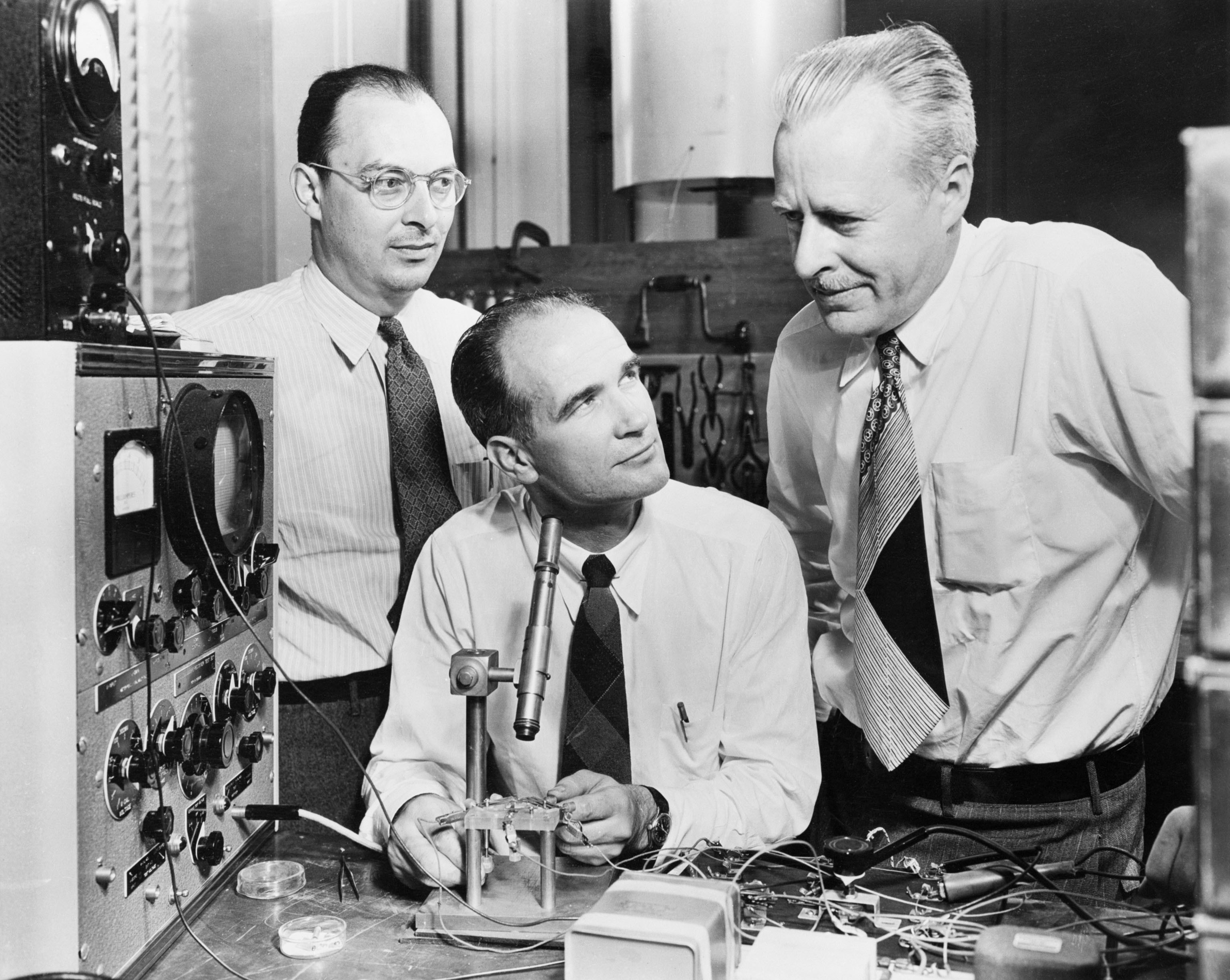
John Bardeen(l), William Shockley y Walter Brattain(r) en Bell Labs, 1948

Los abogados de los Laboratorios Bell pronto descubrieron que el principio de efecto de campo de Shockley había sido anticipado y que los dispositivos basados en él habían sido patentados en 1930 por Julius Lilienfeld, quien presentó su patente similar al MESFET en Canadá el 22 de octubre de 1925. Aunque la patente parecía "rompible" (no podía funcionar) los abogados de patentes basaron una de sus cuatro solicitudes de patente sólo en el diseño de contacto puntual de Bardeen-Brattain. Otras tres (presentadas en primer lugar) cubrían los transistores basados en electrolitos con Bardeen, Gibney y Brattain como inventores.
El nombre de Shockley no aparecía en ninguna de estas solicitudes de patente. Esto enfureció a Shockley, que pensaba que su nombre también debía figurar en las patentes porque el trabajo se basaba en su idea de efecto de campo. Incluso se esforzó para que la patente estuviera escrita sólo a su nombre, y comunicó sus intenciones a Bardeen y Brattain.
Shockley, enfadado por no haber sido incluido en las solicitudes de patente, continuó en secreto su propio trabajo para construir un tipo diferente de transistor basado en uniones en lugar de contactos puntuales; esperaba que este tipo de diseño tuviera más posibilidades de ser comercialmente viable. Creía que el transistor de contacto puntual sería frágil y difícil de fabricar. Shockley tampoco estaba satisfecho con ciertas partes de la explicación del funcionamiento del transistor de contacto puntual y concibió la posibilidad de la inyección de portador minoritario.
El 13 de febrero de 1948, otro miembro del equipo, John N. Shive, construyó un transistor de contacto puntual con contactos de bronce en la parte delantera y trasera de una fina cuña de germanio, demostrando que los huecos podían difundirse a través del germanio a granel y no sólo a lo largo de la superficie como se pensaba anteriormente.: 153 : 145  La invención de Shive provocó la invención de Shockley del transistor de unión.: 143  Unos meses más tarde inventó un tipo de transistor completamente nuevo, considerablemente más robusto, con una estructura de capas o "sándwich". Esta estructura se utilizó para la gran mayoría de los transistores en la década de 1960, y se convirtió en el transistor de unión bipolar. Shockley describió posteriormente el funcionamiento del equipo como una "mezcla de cooperación y competencia". También dijo que mantuvo parte de su propio trabajo en secreto hasta que su "mano fue forzada" por el avance de Shive en 1948. Shockley elaboró una descripción bastante completa de lo que llamó el transistor "sándwich", y el 7 de abril de 1949 se obtuvo una primera prueba de principio.
Mientras tanto, Shockley trabajaba en su obra maestra, Electrones y huecos en los semiconductores que se publicó como un tratado de 558 páginas en 1950. El tomo incluía las ideas críticas de Shockley sobre la deriva y la difusión y las ecuaciones diferenciales que gobiernan el flujo de electrones en los cristales de estado sólido. [También se describe la ecuación del diodo de Shockley. Este trabajo seminal se convirtió en el texto de referencia para otros científicos que trabajaban para desarrollar y mejorar nuevas variantes del transistor y otros dispositivos basados en semiconductores.
Esto dio lugar a su invención del "transistor de unión", que se anunció en una conferencia de prensa el 4 de julio de 1951.
En 1951, fue elegido miembro de la Academia Nacional de Ciencias (NAS). Tenía cuarenta y un años; esto era bastante joven para tal elección. Dos años más tarde, fue elegido para recibir el prestigioso Premio Comstock de Física de la NAS, y recibió muchos otros premios y honores.
La consiguiente publicidad generada por la "invención del transistor" a menudo impulsó a Shockley al primer plano, para disgusto de Bardeen y Brattain. Sin embargo, la dirección de los Laboratorios Bell presentó siempre a los tres inventores como un equipo. Aunque Shockley corrigió el registro cuando los periodistas le atribuyeron el mérito exclusivo del invento, acabó enfureciendo y alienando a Bardeen y Brattain, y esencialmente impidió que ambos trabajaran en el transistor de unión. Bardeen comenzó a buscar una teoría para la superconductividad y dejó los Laboratorios Bell en 1951. Brattain se negó a seguir trabajando con Shockley y fue asignado a otro grupo. Ni Bardeen ni Brattain tuvieron mucho que ver con el desarrollo del transistor más allá del primer año después de su invención.
Shockley dejó los Laboratorios Bell alrededor de 1953 y aceptó un trabajo en Caltech.
Shockley, Bardeen y Brattain recibieron el Premio Nobel de Física en 1956.

### Shockley Semiconductor
En 1956, Shockley creó el Laboratorio de Semiconductores Shockley en Mountain View, California, que estaba cerca de su anciana madre en Palo Alto, California. La empresa, una división de Beckman Instruments, Inc, fue el primer establecimiento que trabajaba en dispositivos semiconductores de silicio en lo que llegó a conocerse como Silicon Valley.
Shockley reclutó a empleados brillantes para su empresa, pero los alienó socavándolos sin descanso. "Puede que haya sido el peor gestor de la historia de la electrónica", según su biógrafo Joel Shurkin. Shockley era autocrático, dominante, errático, difícil de complacer y cada vez más paranoico.<ref=":8" /> En un incidente muy conocido, exigió pruebas del detector de mentiras para encontrar al "culpable" después de que una secretaria de la empresa sufriera un pequeño corte.<ref=":8">Fuego de cristal p. 247</ref> A finales de 1957, ocho de los mejores investigadores de Shockley, que llegarían a ser conocidos como los "ocho traidores", dimitieron después de que Shockley decidiera no continuar con la investigación de los semiconductores basados en el silicio. Pasaron a formar Fairchild Semiconductor, una pérdida de la que Shockley Semiconductor nunca se recuperó y que llevó a su compra por otra empresa tres años después. En el transcurso de los siguientes 20 años, más de 65 nuevas empresas acabarían teniendo conexiones de empleados con Fairchild.
Un grupo de una treintena de colegas se ha reunido de forma intermitente desde 1956 para recordar la época en que Shockley era, según dijo el organizador del grupo en 2002, "el hombre que llevó el silicio a Silicon Valley".

### Controversia
A finales de los años 1960, Shockley realizó unas controvertidas declaraciones acerca de las diferencias intelectuales entre las razas, defendiendo que las pruebas de inteligencia mostraban un factor genético en la capacidad intelectual revelando que los afroestadounidenses eran inferiores a los estadounidenses caucásicos y que la mayor tasa de reproducción entre los primeros ejercía un efecto regresivo en la evolución.